# Eveno
Eveno (in greco antico: Εὔηνος?, Éuēnos) è un personaggio della mitologia greca descritto come abile nella corsa con il cocchio. 

Figlio di Ares e Demonice, sposò Alcippe che lo rese padre di Marpessa.

## Mitologia
Eveno, volendo far rimanere la figlia nubile sfidava tutti i pretendenti ad una gara con il cocchio, se gli avversari vincevano avrebbero potuto avere la mano della figlia, altrimenti avrebbero visto la loro testa cadere. 

Ben presto riuscì con le teste cadute a creare una orrenda coda di testa nella sua casa come, destino vuole, facciano molti dei figli di Ares ma il dio Apollo, stanco di vedere tanta strage decise di intervenire per porre termine, una volta per tutte a tali ingiustizie così la sfida non ci fu mai poiché Ida (uno dei futuri Argonauti), la rapì davanti agli occhi del padre.
Eveno subito si mise all'inseguimento con il suo cocchio, ma per quanto cercava non riuscì a raggiungere l'eroe e così deluso ed umiliato uccise dapprima i propri cavalli (rei di non averlo fatto trionfare l'ennesima volta) ed in seguito si uccise annegando nel fiume Licorma che da quel giorno prese il nome di Eveno.
Idas ed Apollo infine si batterono per la mano della ragazza e così Zeus intervenne dividendoli e chiedendo alla donna chi preferisse tra i due e Marpessa scelse Idas, poiché Apollo, essendo immortale, avrebbe potuto abbandonarla quando fosse invecchiata.

## Interpretazione del mito
La corsa del cocchio è citata spesso nei miti, come Eracle e Cicno, e ogni volta si parla di una raccolta di teschi. 

I suoi cavalli vennero offerti come sacrificio per la cerimonia del nuovo re. 

L'annegamento del re nacque forse dall'errata interpretazione dell'atto di Ida di purificarsi, prima delle nozze con la figlia di Eveno. 

Plutarco nel finale della sua versione del mito scrive che Eveno divenne immortale ma si può pensare che l'immortalità citata sottintenda l'eponimo del nuovo nome del fiume.